# Kotlina Proboszczowska
Kotlina Proboszczowska (Kotlina Proboszczowa) – według podziału fizycznogeograficznego Jerzego Kondrackiego centralnie położony mikroregion wchodzący w skład mezoregionu Pogórza Kaczawskiego, rozciągający się od Zagrodna na północy do Sokołowca na południu. Od północnego wschodu uskok brzeżny sudecki oddziela je od Niziny Śląsko-Łużyckiej. Od północnego zachodu graniczy z Rowem Zbylutowskim, od zachodu ze Wzniesieniami Płakowickimi, od południa z Wysoczyzną Ostrzycką, a od wschodu z Działem Jastrzębnickim i na krótkim odcinku z Pogórzem Złotoryjskim.
Podłoże zbudowane jest w północnej części ze skał metamorficznych metamorfiku kaczawskiego – (ordowickich i sylurskich) fyllitów i łupków. Część południowa należy do niecki północnosudeckiej i zbudowana jest ze skał osadowych i wulkanicznych. Są to dolnopermskie (czerwony spągowiec) piaskowce, zlepieńce, mułowce, porfiry i melafity oraz ich tufy; górnopermskie (cechsztyn) wapienie i dolomity; triasowe piaskowce, mułowce i wapienie oraz górnokredowe piaskowce, margle, iłowce. W kilku miejscach przebijają je trzeciorzędowe kominy bazaltowe. Na tych skonsolidowanych skałach zalegają piaski i żwiry trzeciorzędowe i czwartorzędowe oraz plejstoceńskie gliny zwałowe.
Krajobraz jest lekko pofalowany z niewielkimi wzniesieniami i szerokimi dolinami rzek i potoków.
Kotlina Proboszczowicka należy prawie w całości do zlewni Skory – dopływu Czarnej Wody, a przez nią Kaczawy, a w niewielkim fragmencie bezpośrednio do zlewni Kaczawy.

## Miejscowości
Ważniejsze miejscowości: Jastrzębnik, Pielgrzymka, Twardocice, Uniejowice, Wojcieszyn, Zagrodno.